# Coriolanus Snow
Coriolanus «Coryo» Snow es un personaje en la franquicia de Los Juegos del Hambre, una serie de libros y películas. En la trilogía original de libros (2008–2010), el presidente Snow es un dictador totalitario que lidera el movimiento contrarrevolucionario. En la precuela, Balada de pájaros cantores y serpientes (2023), es un joven ambicioso, inteligente y carismático de 18 años. Se le asigna el papel de mentor de una chica que compite en los décimos Juegos del Hambre, la cantante Lucy Gray Baird, y establece una relación con ella.
En las adaptaciones cinematográficas, el presidente Snow es interpretado por Donald Sutherland. Él solicitó participar en la serie porque creía que involucraría a los jóvenes espectadores en la política de la revolución. Tom Blyth resultó elegido como el joven Snow en la película Los juegos del hambre: balada de pájaros cantores y serpientes (2023): él percibió al personaje como evolucionando a través de tres etapas, desde ser ingenuo y ambicioso hasta convertirse en un personaje más reservado y similar a Sutherland.
Las rosas son un símbolo de la familia Snow, conectando a Coriolanus con su madre y abuela. Utiliza las rosas para comunicarse con el personaje principal de Los Juegos del Hambre, Katniss Everdeen. Su método característico para eliminar a sus enemigos es mediante el veneno. Snow está influenciado por la perspectiva de control estatal de la Dra. Gaul, considerándolo necesario para evitar el desorden. Inicialmente, actúa para ayudar a Lucy Gray por interés propio, pero desarrolla sentimientos por ella. Lucy Gray comparte similitudes con Katniss, incluyendo su musicalidad, su hogar y su experiencia en los Juegos del Hambre.
Los críticos tanto del libro como de la película desaprobaron la decisión de centrar la trama en Snow en Balada de pájaros cantores y serpientes, dado que se sabe que se convertirá en un villano. No obstante, la actuación de Sutherland en las cuatro películas de Los Juegos del Hambre, que ampliaron el papel del presidente Snow respecto a los libros, recibió elogios. Sutherland rebició nominaciones a un premio Teen Choice y a un premio MTV Movie.

## Recepción

### LibroBalada de pájaros cantores y serpientes
Lucy Pavia, de Evening Standard, opinó que Snow «no logra despertar mucha empatía ni interés» con su mezcla «extrañamente agriada» de empatía y ambición. Pavia no estaba segura de qué personaje se suponía que debía apoyar la audiencia, contrastándolo con Katniss. Megan McCluskey de Time criticó que su personaje estaba «construido a la inversa» basándose en su papel en Los Juegos del Hambre, y que las «raíces de su ambición a cualquier costo» no estaban justificadas.
En contraste, Laura Miller de Slate elogió a Snow como un protagonista más relatable y realista que Katniss, ya que experimenta «resentimientos pequeños, destellos de generosidad y fallas morales». Miller encontró su perspectiva agotadora en la mitad del libro, pero elogió la dirección del libro ya que Coriolanus se ve obligado a tomar decisiones difíciles en el Distrito 12.

### Película deBalada de pájaros cantores y serpientes
Muchos críticos desaprobaron el enfoque de la película en Snow. Roxana Hadadi de Vulture señaló que la futura villanía de Snow y un solo año de su vida impiden que la película forme «un retrato coherente» del personaje. En HuffPost, Candice Frederick objetó la historia de origen de un villano masculino blanco como algo cliché. A Frederick le resultó difícil involucrarse en la historia cuando ya se conoce la maldad de Snow y criticó las implicaciones de una mujer oprimida de color, Lucy Gray, enamorándose de su opresor blanco, Snow. Lauren Coates de Chicago Reader dijo que la película no «se compromete completamente a explorar a Snow como un retorcido antihéroe», centrándose en cambio en la «distorsión» de la relación tipo Romeo y Julieta entre Snow y Lucy Gray.
Sandra Hall de The Sydney Morning Herald describió a Blyth como Snow como «intimidantemente alto, con ojos azules gélidos, rizos rubios y una actitud patricia». En Deadline Hollywood, Valerie Complex señaló que Snow mostraba «vacilación y falta de confianza inusuales», a diferencia de la «astucia desapasionadamente escalofriante» del libro, y que humanizar al personaje iba en contra de la película. Wendy Ide de The Observer encontró a Snow «extrañamente inconsistente» y poco desarrollado; Stephanie Zacharek de Time cuestionó por qué Lucy Gray se sentiría atraída por él. En contraste, Elizabeth Weitzman de Time Out elogió el «carisma discreto» de Blyth y su química con otros actores por proporcionar el «centro estable» de la película.

### Películas deLos juegos del hambre
Sutherland fue nominado a un premio MTV Movie en la categoría de Mejor Villano por Los juegos del hambre: en llamas en 2014. También fue nominado a un premio Teen Choice en la categoría de Villano de Película por Los Juegos del Hambre: Sinsajo - Parte 1 en 2015.